# Candombe

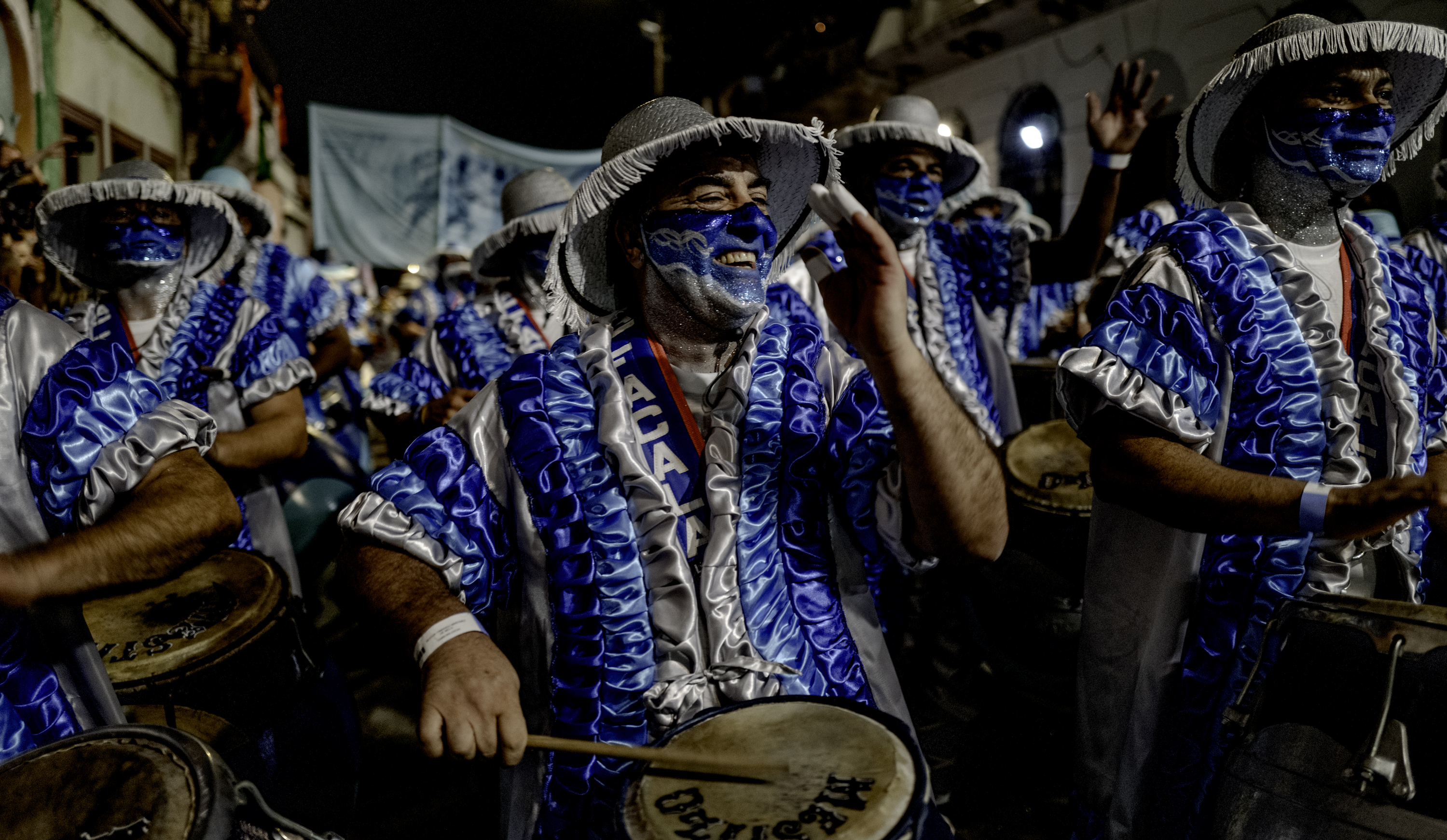
Współczesne candombe, Montevideo (2020)

Candombe – styl muzyki oparty na bębnach (tambores). Candombe powstało w Montevideo i jest charakterystyczne dla grupy afro-urugwajczyów; oparte jest na stylu bębnienia charakterystycznym dla plemion bantu w środkowej i południowej Afryce. Candombe miało wpływ na rozwój tanga argentyńskiego.
Milongon jest rodzajem wolnego candombe.
W 2009 roku muzyka candombe i jej przestrzeń społeczno-kulturowa została wpisana na listę niematerialnego dziedzictwa UNESCO. 

## Candombe w sztuce
- Pedro Figari – malarz urugwajski

## Muzyka
- Tango negro
- Negra Maria (Lucio Demare, Homero Manzi 1942)